# Roswell (TV-serie)
Roswell är ett amerikanskt tonårsdrama och science fiction TV-serie från 1999 som sändes på WB (Senare uppköpt av UPN) och TV4 i Sverige. Serien utspelar sig i den amerikanska staden Roswell i delstaten New Mexico.
16-åriga Liz Parker (spelad av Shiri Appleby) blir i seriens första avsnitt skjuten av misstag på ett café under en pengauppgörelse mellan två män men räddas av hennes mystiska klasskamrat Max Evans, (spelad av Jason Behr).
Max, hans syster Isabel (spelad av Katherine Heigl) och deras vän Michael (Brendan Fehr) är hybrider och tror att de var med om Roswells omtalade krasch år 1947 där det ryktats om att utomjordingar störtade, men militären dolde allt.
Ingen har tidigare känt till deras hemlighet men när Liz som borde ha varit död efter att ha blivit skjuten i magen blir läkt av Max vill hon ha svar på alla frågor om vad som egentligen hände och varför han räddade just henne vilket leder till att Max berättar allt, inklusive hans känslor för en tvivlande Liz. Även Liz bästa vän Maria (Majandra Delfino) får veta deras hemlighet och de två blir indragna i en komplicerad häxjakt då stadens Sheriff Jim Valenti och FBI fattar misstankar mot Max.
Serien är baserad på bokserien "Roswell High" skriven av Melinda Metz och redigerad av Laura J. Burns som kom att bli en av författarna av TV-manuset.

## Rollista

### Huvudroller
- Shiri Appleby - Liz Parker
- Jason Behr - Max Evans
- Katherine Heigl - Isabel Evans
- Emilie de Ravin - Tess Harding
- Nick Wechsler - Kyle Valenti
- Brendan Fehr - Michael Guerin
- Majandra Delfino - Maria DeLuca
- Colin Hanks - Alex Whitman (Säsong 1 och 2; Ett avsnitt i säsong 3)
- William Sadler - Sheriff Jim Valenti
- Adam Rodríguez - Jesse Ramirez (Säsong 3)

### Återkommande Roller
- Julie Benz as Kathleen Topolski (Säsong 1)
- Nicholas Stratton - Young Michael (Säsong 1)
- Garrett M. Brown - Philip Evans
- Mary Ellen Trainor - Diane Evans
- Diane Farr - Amy DeLuca
- Devon Gummersall - Sean DeLuca (Säsong 2)
- John Doe - Jeff Parker
- Jo Anderson - Nancy Parker
- David Conrad - Deputy David "Dave" Fisher/FBI Agent Daniel Pierce (Säsong 1&2)
- Gretchen Egolf - Congresswoman Vanessa Whitaker (Säsong 2)
- Sara Downing as Courtney Banks (Säsong 2)
- Miko Hughes as Nicholas Crawford (Säsong 2)
- Richard Schiff as Agent John Stevens (Säsong 1)

### Säsong 1
Liz Parker, Maria DeLuca, och Alex Whitman är high school elever och bästa vänner som bor i den lilla staden Roswell, där den kända Roswellincidenten inträffade.
Liz föräldrar äger ett café i staden och en dag när Liz jobbar sker en pengauppgörelse mellan två kunder och Liz blir skjuten i magen, vilket sätter sen för hela och resten av serien. Liz klasskamrat och labbpartner Max Evans springer fram till henne och läker skadan genom att lägga sin hand på hennes mage, vilket räddar hennes liv. Kvar på magen lämnas ett silverhandtryck. Detta avtryck och handling leder till en misstänksamhet som kommer att följa seriens protagonister i alla säsonger. Max försöker att dölja vad han har gjort genom att krossa en ketchupflaska som han häller över Liz innan han flyr från caféet med kompisen Michael.
Liz som har Max att tacka för sitt liv, ljuger för stadens sheriff, Jim Valenti när han frågar ut henne efter skottlossningen.
Under en biologilektion dagen efter, tar Liz en penna med Max saliv som han har haft i munnen och undersöker det med ett mikroskop. Hon upptäcker att Max celler inte ser ut som människoceller. Hon konfronterar Max, som erkänner att han, hans syster Isabel och deras vän Michael är utomjordingar som kraschade i Roswell år 1947. De hittades när de var runt 6 år, vandrande på vägen. Max och Michael blev adopterade av deras nuvarande föräldrar, Philip och Diane, medan Michael hamnade i fostersystemet. Max, Isabel och Michael var kända för att vara tillbakadragna och hålla sig för sig själva innan incidenten på caféet på grund av rädslan av att deras hemlighet ska komma ut.
Max erkänner för Liz att han räddade hennes liv på grund av att han har haft starka känslor för henne sedan första dagen i möttes i tredje klass. Men Liz är tillsammans med sheriff Jim Valentis son Kyle, vilket leder till spänning mellan Max och Kyle.
I första avsnittet ber han Liz att hålla tyst om hans hemlighet, men hon berättar för sin bästa vän Maria i alla fall. Spänningen med att hålla hemligheten hemlig blir ett huvudtema i serien i relationerna mellan huvudpersonerna och handlingen. Till slut får även Liz och Marias vän Alex reda på hemligheten, vilket leder till spänning mellan Liz, Maria och Alex. De sex tonåringarna försöker därefter att skydda utomjordingstrion från Sheriff Valenti, som misstänker dem från första avsnittet och kontaktar FBI.